# Eurydice (S 644)
L'Eurydice (distintivo ottico S644) è stato un sottomarino della Marine nationale francese, perso per incidente il 4 marzo 1970 con la morte di tutto l'equipaggio.

## Storia
Il sottomarino d'attacco a propulsione convenzionale Eurydice, numero identificativo  S644, e numero di costruzione Q245, apparteneva alla classe Daphné della marine nationale composta da 11 unità costruite tra gli anni cinquanta e anni sessanta del XX secolo. Impostato presso la Direction des Constructions et Armes Navales (DCAN) di Cherbourg nel luglio 1958, fu varato il 19 giugno 1962. Nel giugno 1963 effettuò la sua prima immersione statica presso il molo di Cherbourg, e il 14 dello stesso mese fu consegnato alla marina. Il 30 giugno 1963 lasciò il porto di Cherbourg per effettuare la sua prima crociera operativa navigando verso Dakar, poi nell'Oceano Atlantico centrale e infine raggiunse le isole Canarie oltrepassando la linea dell'equatore. Arrivato a Tolone il 14 agosto fu assegnato alla  1ère Escadrille des sous-marins.
Immesso in servizio nella flotta il 26 settembre 1964, il 31 ottobre di quell'anno il viceammiraglio Lainé, comandante delle forze sottomarine e in visita a Tolone, si imbarcò a bordo dell'Eurydice per partecipare a una serie di esercitazioni al largo della base navale.
Dal 1 dicembre 1966 al 1 ottobre 1967 eseguì grandi lavori di manutenzione nel bacino di carenaggio Missiessy a Tolone.
L'8 febbraio 1968 il generale Charles de Gaulle si imbarcò sull'Eurydice per effettuare una immersione in mare aperto allo scopo di rendere omaggio all'equipaggio del sommergibile Minerve (S 647), della stessa classe, scomparso il 27 gennaio di quello stesso anno al largo di Tolone.
Il 4 marzo 1970 l'Eurydice stava svolgendo una esercitazione con un velivolo antisommergibile Breguet Br 1150 Atlantic quando scomparve nei pressi di Saint-Tropez, sei miglia al largo di Cap Camarat. Alle 7:13 l'Atlantic perse i contatti, sia ottico, che radio e radar con il battello al comando del tenente di vascello Bernard de Truchis de Lays, mentre tra i membri dell'equipaggio vi era il tenente di vascello Janil Khan della marina pakistana che stava seguendo un periodo di addestramento all'utilizzo di questo tipo di sommergibili. Le ricerche del sommergibile furono subito intraprese, con l'impiego di unità navali, tra cui quattro dragamine della marina militare italiana, e mezzi aerei. Già alle 7:28 una stazione sismografica situata a Nizza, sulla costa della Provenza, aveva registrato un'onda d'urto proveniente dall'Eurydice, che confermava l'implosione dello scafo del sommergibile a una quota di -600 m. Una delle chiatte impiegate nelle ricerche avvistò in superficie dei detriti provenienti dal battello insieme a macchie di gasolio per motori di sommergibili ad alto contenuto di zolfo,  che confermarono la perdita del battello.
La commissione d'inchiesta appositamente nominata prese in considerazione numerose ipotesi, concentrandosi sulla collisione tra lo S644 e il mercantile tunisino Tabarka, sul cui scafo furono trovate tracce di impatto. La collisione con il Tabarka a quota periscopica, con il sommergibile che si stava immergendo e aveva i timoni poppieri a scendere, aveva provocato il loro incatastamento e la perdita dell'Eurydice, anche se non vi potevano essere certezze.
La campagna di ricerca del relitto dell'Eurydice proseguì fino a che il sommergibile non fu localizzato e fotografato il 22 aprile 1970 su un fondale di 750 m (latitudine: 43.16 N, longitudine: 6.80 E)  dalla nave per ricerche oceanografiche Mizar (T-AGOR 11) dell'US Navy. Successivamente il relitto fu ispezionato dal batiscafo francese Archimède.

### L'equipaggio al momento della tragedia
L'equipaggio al momento della perdita del sommergibile era così composto: comandante tenente di vascello Bernard de Truchis de Lays, comandante in seconda tenente di vascello Jacques Petit, tenente di vascello Alain Lagadec, guardiamarina Alain Briand, Marc Robert, Bernard Georges des Aulnois, e tenente meccanico Janil Khan, ufficiale pakistano. 
Sottufficiali presenti a bordo: Gerard Le Paih, Georges  Cedrini, Yves Daniel, René Ruel, Serge Piegay,  Alain Guiguen, Gérard Lannuzel, Bernard Denommey, Denis Pluchon, Marceau Viennot, Jean-Claude Popieul, Noël Devainon, Alain Duchanois, Michel Rozanès, Gilles Merle, Yves Labreuille, Yves Castaing, Noël Joson, Jean-Claude Julien.
Equipaggio:  Yvon Guis, Robert Bauer, Alain Capua, Daniel Szalkowski, Jean-Claude Tolza, Didier Franzina, Roger Biondo, Francois Furgaux, Jean-Pierre Godefroy, Philippe Béranger, Victor Demisson, Jean-Claude Marchal, Rigaud Bourcheix, Jean-Louis Lemarquer, Jean-Marc Philip, Patrick Simiand, François Borca, Roland Dufour,  René Sala, Daniel Couturier, Dominique Plouvin, Jean-Louis Pidal, Pierre Romane, Michel Gorin, Jean-Luc Gautreau, Alain Moulinas, Gilles Robert, Robert Lebacle, Alain Malinowski, Guanel Marcel,  Gérard Jeunesse.

## Nella cultura popolare
L'Eurydice era apparso nel film L'armata degli eroi (1969) di Jean-Pierre Melville. Esso figura come un sottomarino britannico portatosi in Francia per fare evadere alcuni aviatori inglesi e canadesi e dei membri della resistenza francese, ma quando emerge è ben visibile sulla torretta il suo numero identificativo S644.

### Annotazioni
1. ↑  Lo scafo dei sommergibili della classe Daphné potevano resistere teoricamente fino alla quota di -575 m.

### Fonti
1. 1 2 3 4 5 6 7 8  Netmarine.
2. ↑  (FR) Le général de Gaulle effectue une plongée à bord du sous-marin Eurydice, su Le Monde.
3. 1 2  Cosentino 2021, p. 44.
4. 1 2 3 4 5 6  Cosentino 2021, p. 45.
5. ↑  Cosentino 2021, p. 41.
6. 1 2 3  S647.
7. 1 2  Erreursdefilms.